# Viana (Bonito de Santa Fé)
Viana é um distrito da cidade de Bonito de Santa Fé, no estado brasileiro da Paraíba. Em 2013, a prefeitura implantou a coleta seletiva na localidade, tendo sido o primeiro distrito a ter tal serviço em todo o estado.